# Sofi Tukker
Sofi Tukker (gestileerd als SOFI TUKKER) is een Amerikaans muzikaal duo bestaande uit Sophie Hawley-Weld en Tucker Halpern. In december 2018 werd het album Treehouse genomineerd voor de Grammy voor Beste Dance- en elektronische muziekalbum.
Nummers van het duo zijn gebruikt in de voetbalgame FIFA: Johny in FIFA 17, Best Friend in FIFA 18, en Freak in het racespel Forza Horizon 5. Het nummer Swing is gebruikt in FIFA 20 en racespel Need for Speed Heat. Ook is het nummer Good Time Girl gebruikt als titelsong voor de serie The New Pope met in de hoofdrollen Jude Law en John Malkovich.

## Discografie
- Soft Animals (2016, ep)
- Best Friend (2018, single)
- Treehouse (2018)
- Purple Hat (2019)
- Dancing on the People (2019, ep)
- House Arrest samen met Gorgon City (2020)
- Original Sin (2022)
- Wet Tennis (2022)
- Bread (2024)